# Kupiuka
Kupiuka is een geslacht van spinnen uit de familie springspinnen (Salticidae).

## Soorten
De volgende soorten zijn bij het geslacht ingedeeld:
- Kupiuka adisi Ruiz, 2010
- Kupiuka extratheca Ruiz, 2010
- Kupiuka heteropicta Ruiz, 2010
- Kupiuka murici Ruiz, 2010
- Kupiuka overalli Ruiz, 2010
- Kupiuka paulista Ruiz, 2010
- Kupiuka taruman Ruiz, 2010
- Kupiuka vochysiae Ruiz, 2010